# Calcio a 5 Palmanova
L'Associazione Sportiva Dilettantistica Calcio a 5 Palmanova è una squadra italiana di calcio a 5 con sede a Palmanova. L'attuale società, fondata nell'estate del 2018, è l'erede della precedente ITA Calcio a 5.

## Storia

### ITA Calcio a 5
Fondata a Chiopris-Viscone nel 1982 con la denominazione A.C. ITA Calcio a 5, la società friulana ha giocato per cinque campionati consecutivi nella massima serie nazionale, a partire dalla stagione 1993-94 quando dopo essere stata promossa dall'allora serie B giunse quindicesima su diciotto. La successiva stagione migliorò leggermente il piazzamento giungendo alla quattordicesima posizione con 26 punti mentre nella stagione 1995-96 colse la sua migliore prestazione di sempre con il settimo posto in classifica finale; i 56 punti conquistati gli permisero di disputare i playoff dove eliminò nell'ordine Villa Marchesa e Megara Augusta, perdendo la possibilità di giocare la semifinale per il titolo di campione d'Italia dopo la sconfitta nello spareggio contro il Città di Palermo. La società l'anno successivo giunse di nuovo quattordicesima, mentre nella stagione 1997-98 arrivò la retrocessione in Serie A2 dopo essere giunti ultimi con 17 punti. L'ITA continuò l'attività anche nelle stagioni successive rimanendo in divisione cadetta fino al 2002 quando giunse penultima nel proprio girone. La società cercò di riscattare immediatamente la retrocessione in Serie B, ma la squadra non arrivò oltre il terzo posto nel girone B della Serie B, preceduta da Virtus Brescia e San Michele. 
La stagione seguente la società rinuncia all'iscrizione ai campionati nazionali, ripartendo dalla serie C regionale con la denominazione Internazionale Gorizia. La squadra vince la categoria, riguadagnando l'accesso alla serie B. Durante l'estate 2004 tuttavia la società rinuncia nuovamente alla categoria, sciogliendosi.

### C5 Palmanova
Dopo un anno di assenza, nel 2005 l'A.S.D. Ecco Noi Per Esempio raccoglie il testimone della gloriosa tradizione cittadina adottando i colori sociali della defunta Ita e assumendo la denominazione Calcio a 5 Palmanova. Nonostante la salvezza raggiunta sul campo, l'estate seguente la società rinuncia all'iscrizione in serie B, ripartendo dalla serie C regionale. La società disputa sei stagioni tra serie C e la nuova serie C1 del Friuli-Venezia Giulia, sfiorando in più occasioni il ritorno in serie B fino al 2011 quando vince il campionato. La stagione 2012-13 si conclude con l'11º posto in classifica,con la vittoria (5 a 3) e la relativa salvezza raggiunta all'ultima giornata,in Trentino sul campo del Bubi Merano. La stagione 2013-14 si chiude al di sopra delle aspettative: dopo il girone di andata chiuso con 10 punti, cambia la panchina, con l'arrivo del tecnico sloveno Goga. Il girone di ritorno recita: 7 vittorie,2 pareggi e 2 sole sconfitte per un totale di 23 punti che permettono agli amaranto di chiudere il campionato al sesto posto, a soli 2 punti dai play-off. Durante l'estate del 2017, la società del presidente Roberto Labollita non presenta domanda di iscrizione al campionato regionale di Serie C, cedendo il testimone alla neonata Futsal Palmanova fondata dall'ex allenatore Dante Noselli che sceglie come allenatore Giuseppe Criscuolo. Al termine della stagione, dopo la finale play-off per l'accesso in Serie B persa ai supplementari e una finale di Coppa Italia, Labollita riassume la presidenza. La squadra torna a chiamarsi Calcio a 5 Palmanova e conferma l'allenatore Criscuolo per la stagione 2018-19.  Con mister Criscuolo il Palmanova fa la storia vincendo la Coppa Italia regionale (primo titolo della storia della società) e chiude al quinto posto nella fase nazionali riservato alle vincitrici del trofeo e ritorna in Serie B attraverso i play-off nazionali, battendo dapprima i liguri dell'Ospedaletti per 1-4 in trasferta e quindi i toscani della Vigor Fucecchio in casa per 5-3; nelle 2 stagioni successive nel Campionato di Serie B Nazionale sempre con Mister Criscuolo alla guida e rese difficili dal problema Covid 19 riesce a raggiungere nonostante tutto due salvezze consecutive; nel 2021-22 la squadra partecipa per il terzo anno consecutivo al campionato di Serie B ma senza Mister Criscuolo che dopo 4 anni al comando della squadra (con cui ha ottenuto 1 campionato di serie C,una coppa Italia e 2 salvezze in Serie B)lascia la panchina amaranto

## Cronistoria
| Cronistoria del C5 Palmanova |
| --- |
| - 1982 · Fondazione dell'ITA Calcio a 5. - 1982-89 · ? - 1989-90 · 1ª nel campionato regionale. Promossa in Serie B. - 1990-91 · Disputa il girone A di Serie B. - 1991 · Assume la denominazione ITA Palmanova. - 1991-92 · ? - 1992-93 · 1ª nel girone A di Serie B. Promossa in Serie A. - 1993-94 · 15ª in Serie A. - 1994-95 · 14ª in Serie A. - 1995-96 · 7ª in Serie A. 3º turno play-off. - 1996-97 · 14ª in Serie A. - 1997-98 · 18ª in Serie A. Retrocessa in Serie A2. Ottavi di finale di Coppa Italia. - 1998-99 · 6ª nel girone A di Serie A2. Ottavi di finale di Coppa Italia. - 1999-00 · 8ª nel girone A di Serie A2. - 2000-01 · 7ª nel girone A di Serie A2. Ottavi di finale di Coppa Italia di Serie A2. - 2001-02 · 14ª nel girone A di Serie A2. Retrocessa in Serie B. - 2002-03 · 3ª nel girone B di Serie B. Quarti di finale play-off. - 2003 · Rinuncia alla Serie B e iscrizione in Serie C. Assume la denominazione Internazionale Gorizia. - 2003-04 · 1ª in Serie C. Promossa in Serie B. - 2004 · Scioglimento della società. - 2004-05 · Inattiva. - 2005 · La E.N.P.E. assume la denominazione C5 Palmanova. - 2005-06 · 9ª nel girone B di Serie B. - 2006 · Rinuncia alla Serie B e iscrizione in Serie C. - 2006-07 · Disputa il campionato di Serie C. Semifinalista play-off regionali. - 2007-08 · Disputa il campionato di Serie C. 1º turno play-off nazionali. - 2008-09 · 2ª in Serie C. Ammessa in Serie C1. 1º turno play-off nazionali. - 2009-10 · 2ª in Serie C1. 1º turno play-off nazionali. - 2010-11 · 2ª in Serie C1. - 2011-12 · 1ª in Serie C1. Promossa in Serie B. - 2012-13 · 11ª nel girone B di Serie B. - 2013-14 · 6ª nel girone B di Serie B. - 2014-15 · 9ª nel girone C di Serie B. - 2015 · Rinuncia alla Serie B e iscrizione in Serie C. - 2015-16 · 3ª in Serie C. Non disputa i play-off regionali poiché il distacco tra seconda e terza classificata è maggiore di 10 punti. 1ª fase di Coppa Italia regionale. - 2016-17 · 4ª in Serie C. 1º turno play-off nazionali. - 2017 · Assume la denominazione Futsal Palmanova. - 2017-18 · 2ª in Serie C. Finalista di Coppa Italia regionale. - 2018 · Ritorno alla denominazione C5 Palmanova. - 2018-19 · 2ª in Serie C. Promossa in Serie B. Vincitrice dei play-off nazionali. Vincitrice della Coppa Italia regionale (1º titolo della storia della società). - 2019-20 · 11ª nel girone B di Serie B. Turno preliminare della Coppa della Divisione. 1º turno della Coppa Italia di Serie B. |

## Statistiche e record
Si riportano di seguito le partecipazioni della società ai campionati dalla stagione 1990-91 in poi.
| Livello | Categoria | Partecipazioni | Debutto   | Ultima stagione | Totale |
| ------- | --------- | -------------- | --------- | --------------- | ------ |
| 1º      | Serie A   | 5              | 1993-1994 | 1997-1998       | 5      |
| 2º      | Serie B   | 3              | 1990-1991 | 1992-1993       | 7      |
| 2º      | Serie A2  | 4              | 1998-1999 | 2001-2002       | 7      |
| 3º      | Serie B   | 6              | 2002-2003 | 2019-2020       | 6      |
| 4º      | Serie C   | 8              | 2003-2004 | 2018-2019       | 11     |
| 4º      | Serie C1  | 3              | 2009-2010 | 2011-2012       | 11     |